# John Campbell, 1. Earl of Atholl
John Campbell, 1. Earl of Atholl (* vor 1306, um 1313 oder um 1315; † 19. Juli 1333 bei Berwick) war ein schottischer Adliger.

## Herkunft und Erbe
John Campbell entstammte der Familie Campbell. Er war der älteste Sohn von Neil Campbell aus dessen zweiten Ehe mit Mary Bruce. Seine Mutter war die Schwester König Roberts I., dessen enger Gefolgsmann und Vertrauter sein Vater war. Sein Geburtsjahr ist umstritten, da seine Mutter 1306 in englische Gefangenschaft geraten war. Möglicherweise hatten seine Eltern bereits vor 1306 geheiratet und John wurde geboren, bevor seine Mutter in englische Gefangenschaft geriet. Im September 1312 war seine Mutter noch in englischer Gefangenschaft. Möglicherweise wurde sie bereits um 1313 ausgetauscht, doch wahrscheinlich erst nach der englischen Niederlage in der Schlacht von Bannockburn 1314. Neil Campbell starb bereits um 1315, worauf der junge John zum Erben des Großteils seines Besitzes wurde. Einen Teil der Besitzungen seines Vaters bei Lochawe und Ardskeodnish hatte aber im Februar 1315 Johns Halbbruder Colin Campbell erhalten, wahrscheinlich noch zu Lebzeiten ihres Vaters. John erbte unter anderem die Besitzungen des ehemaligen Earldom Atholl sowie ein Drittel der jährlichen Einkünfte der Krone aus dem Burgh Dundee und von der feudalen Baronie Inverbervie. Er bewohnte den Herrensitz von Moulin in Perthshire.

## Gefolgsmann von Robert I. und Dienst als Militär
Wie sein Vater war auch John Campbell ein loyaler Gefolgsmann seines Onkels Robert I., bei dem er auch in dessen Gunst stand. Nach 1323 nahm er den Titel Earl of Atholl an, der ihm womöglich schon um 1320 von seinem Onkel verliehen worden war. Als 1332 die sogenannten Enterbten in Schottland einfielen, um David II., den minderjährigen Sohn und Erben von Robert I. zu stürzen, gehörte Campbell dem schottischen Heer an, dass sich unter dem Kommando von Domhnall, 8. Earl of Mar, dem Guardian of Scotland den Invasoren entgegenstellte. Die schottische Armee erlitt jedoch in der Schlacht von Dupplin Moor eine schwere Niederlage. Von den fünf schottischen Earls, die an der Schlacht teilnahmen, konnte Campbell als einziger entkommen. 1333 gehörte er schließlich dem schottischen Heer an, das in der Schlacht von Halidon Hill bei Berwick vernichtend geschlagen wurde. Er fiel in der Schlacht.

## Ehe und Erbe
John Campbell hatte Joan Menteith, eine Tochter von Sir John Menteith, Laird von Rusky in Stirlingshire, geheiratet. Sie war die Witwe von Malise, 7. Earl of Strathearn († vor 1329). Die Ehe war kinderlos geblieben. Nach seinem Tod erbten seine Neffen Dougall und Gillespic Campbell, die Söhne seines Halbbruders Colin Campbell die Besitzungen von John Campbell.